# فرقة القوات الخاصة العسكرية (تونس)
القوات الخاصة العسكرية التونسيةأو فرقة النخبة العسكرية (بإختصار:D.F.C) هي قوات خاصة من نخبة الوحدات العسكرية في القوات المسلحة التونسية و التابعة للقوات البرية التونسية، و التي يتم تدريبها و تجهيزها للتمكن من تنفيذ مجموعة من المهام الخاصة، بدءًا من العمليات الخاصة في إطار العادي وصولا إلى تلك التي تنتمي إلى الحرب غير التقليدية.
شعارهم هو: " النصر أو الاستشهاد".

## تاريخ
تأسس هذا الفيلق العريق منذ السنوات الاولى لدولة الاستقلال وقد كان ذلك تحديدا يوم 01 افريل 1965 حيث تم بعث اول وحدة وهي فوج الطلائع.
وفي سنة 1980 تم بعث لواء المظليين الطلائع الذي انظم سنة 1988 الى فوج الطلائع ليصبح "لواء القوات الخاصة للقوات المسلحة التونسية" قبل ان يتحول الى فيلق في غرة اكتوبر 1993.
ولمواكبة التطورات والمتغيرات وخاصة تلك المتعلقة بالتهديدات والارهاب كان الفيلق محل اعادة هيكلة مستمرة ولعل اهمها اضافة وحدات جديدة لفيلق القوات الخاصة لتعزيز دوره في مقاومة الارهاب او تحطيمه كما يقول عناصر الفيلق.

## المهام
للقوات الخاصة العسكرية ثلاث مهام أساسية:
1. أولها ذات طابع عام وتتمثل في المساهمة في حفظ النظام ونجدة المواطنين عند الكوارث الطبيعية على غرار بقية وحدات جيش البر.
2. اني هذه المهام تتعلق بالتكوين في مجال المظليين والطلائع والتدريبات الفنية الخصوصية لفائدة القوات المسلحة.
3. أما أبرزها فهو الدفاع عن حرمة تونس عن طريق تنفيذ العمليات القتالية ذات الطابع العسكري البحت في أي مكان من تراب الجمهورية بعد الانتشار حسب الحالة والظرف باستعمال كل الوسائل، البرية والجوية والبحرية منها.

وقد برزت قوة الفيلق بصفة خاصة من خلال التمارين التطبيقية التي واكبنا عينة منها. ففي عمليات بيضاء بالذخيرة الحية شاهدنا كيف يقع تحرير الرهائن وحماية الشخصيات علاوة على تدخلات ضمن مواجهات قتالية خاصة لمجابهة الارهاب والاشتباك خلف خطوط العدو والاستطلاع في العمق لجمع المعلومات.
القوات جاهزة للتدخل في 15 دقيقة 24/24 ساعة
يمثل العنصر البشرى حجر الزاوية في مقر القيادة ببنزرت من خلال اختيار النخبة من الأكادمية العسكرية ومن مختلف مدارس جيش البر. ويكون ذلك عن طريق تربصات واختبارات عديدة وصارمة للوقوف على مدى جاهزية العناصر واسعدادها بدنيا وذهنيا للالتحاق في مرحلة أولى بالمظليين قبل دخول تربص الطلائع.
وفي مرحلة ثالثة وبعد سنتين من التكوين يتم اختيار أحسن العناصر للانتماء للقوات الخاصة والتي تخضع لاختبار جديد للالتحاق بوحدة "وحدة التدخل" التي تعتبر نخبة النخبة ضمن فيلق القوات الخاصة للجيش.
وفي مقاومة الارهاب يعمل الفيلق حسب خطط عملياتية خاصة به تتمثل في البحث عن الارهابيين والمبادرة بالهجوم وعدم تمكينهم من الاستقرار في مكان واحد.

## تشكيلات القوات الخاصة
يتركب فيلق القوات الخاصة من لفيف متكامل يعمل بالتنسيق بين مختلف وحداته في كل مراحل العملية من الاستطلاع والعمل المعلوماتي الى الهجوم و"التحطيم".
عنصر القيادة: هي الوحدة الاساسية في الجانب العملياتي للتنسيق والاتصال المباشر مع كافة العناصر على الميدان.
· عناصر الاستطلاع الخاص متكونة من تشكيلات يتغير عددها حسب خصوصية كل عملية تكون مهمتها الاساسية الانتشار في مسرح العملية للبحث عن العناصر الارهابية وتعقبها مع الحصول على المعلومات الأولى لما يجري في الميدان. وتتكون عناصر الاستطلاع الخاص من تشكيلتين، الاولى منها خاصة بالجبال والمرتفعات والغابات بينما الثانية في المناطق الصحرواية وبإمكان عناصر الاستطلاع الخاص المكوث في مسرح العملية لأسبوع كامل أو اكثر اذا اقتضى الأمر ذلك حتى تحقيق الهدف المرجو.
· أما نخبة القوات الخاصة أو تشكيلات التحطيم فهي وحدة التدخل الخاصة لها من الخبرة والكفاءة والقتال ما يخول لها الهجوم على تجمعات الارهابين بالسرعة والمباغتة الضروريتين دون ترك المجال لها لرص الصفوف أو رد الفعل بشكل منظم.

تدخلات القوات الخاصة لا يحددها ظرف الزمان ولا عنصرالمكان (مناطق عمرانية جبال أودية، صحراء). هي قوة ضاربة تحسن التدخل كذلك من الجو. عناصرها مدربة على القفز بالمظلات من علو يصل الى 4000 متر والنزول على سطح البحر أو البر للقتال مباشرة.

## ابرز العمليات
اكتسبت هذه القوات من الخبرة والكفاءة والتكنولوجيات المعلوماتية والقتالية المتطورة ما يجعلها اليوم مصدر اعجاب واحترام من قبل جيوش من العالم. نادرا ما تتحرك هذه القوات الا في حالات الطوارئ القصوى جدا والتي يوجد فيها تهديد حقيقي لامن واستقرار الدولة، أما عن العمليات المعروفة التي شاركت فيها نذكر منها :

### العملية الشهيرةحادثة سليمان 2007
والتي تم فيها الهجوم على عناصر ارهابية مسلحة كانت تتمركز في عين تبرنق، سليمان، حيث قتل فيها 15 شخص منهم جزائريين وموريطاني كانوا يخططون لقلب النظام وقتل رؤوس كبار منهم وزير الداخلية وعناصر في المخابرات التونسية.
|* هجوم بنقردان 2016
حاولت كتائب تابعة لتنظيم الدولة الإسلامية (داعش) دخول مدينة بنقردان الحدودية عن طريق التسلل من الحدود الليبية و اقامة إمارة اسلامية فيها و اعترضتها قوات من الجيش الوطني التونسي والحرس الوطني والشرطة. انتهت الاشتباكات في منتصف النهار تقريبًا، وتواصلت عمليات المطاردة في المناطق المجاورة بقية اليوم و التمكن من اعتقال و القضاء على عدد كبير من الإرهابيين، و تعتبر هذه العملية من اكبر نجاحات القوات الخاصة العسكرية، و مثّلت هذه العملية ضربة قاسمة للمجموعات المسلحة بعد مقتل جميع المخططين للهجوم واعتقال آخرين، اعتقل اخطرهم في 11 مايو 2016.
كذلك ظهرت هذه الفرقة ايام الثورة التونسية سنة 2011 من خلال تأمين تنقلات رئيس الجمهورية المؤقت السابق فؤاد المبزع والوزير الاول السابق محمد الغنوشي الى قصر الحكومة (كانت تلك الفترة فترة طوارئ).